# 김두희 (성우)
김두희(1979년 2월 10일 ~ )는 대한민국의 성우이다. 문화방송 성우극회 소속. 2004년 MBC 공채 17기로 입사했다.

## 출연 작품

### 애니메이션
- 판도라 하츠 (애니박스) - 잭 베델리우스
- 뱀파이어 기사 (애니맥스) - 이치죠 타쿠마 / 키류 이치루
- 노다메 칸타빌레 (애니맥스) - 타카하시 노리유키
- 두 사람은 프리큐어 Max Heart (애니원/챔프) - 장로 / 우라가노스
- 러브 콤플렉스 (애니맥스) - 후카가와 하루카, 코이즈미 타카토
- 모레의 방향 (애니맥스) - 이소가이 타다시
- 채운국 이야기 2기 (애니맥스) - 진소방
- 흑신 (애니박스) - 쿠라키 다이치
- 흑집사 (애니박스) - 드루이드 자작 알레이스트 챔버
  - 흑집사 스페셜 (애니박스) - 드루이드
- 파워레인저 정글포스 (챔프) - 해설 / 정글 실버 / 카리스
- 가면라이더 키바 (챔프) - 노보리 타이가
- 가면라이더 더블 (챔프)
- 먹티와 잼잼 (MBC) - 징징
- 소년탐정 김전일 Original (애니박스) - 카미야 슈이치로
- 엽기인걸 스나코 (애니박스) - 해설
- 돌아온 우주보안관 장고 (애니박스) - 핸들바
- 레다카이 (재능TV)
- 레고 닌자고 (니켈로디언) - 콜
- 나나 (애니원) - 카와노
- 유니코2 (애니박스) - 아빠
- 유후와 친구들 (KBS) - 빅 보스 / 쿱스
- 빌리와 맨디의 무시무시한 모험 (카툰네트워크)
- 나는 닥터S - 닥터에스 (아남종교TV)

### 영화
- 트와일라잇(MBC) - 에드워드 컬렌 (로버트 패틴슨)
  - 뉴문(MBC) - 에드워드 컬렌 (로버트 패틴슨)
- 신용문객잔(MBC)
- 호스티지(MBC)
- 캐리비안의 해적: 망자의 함(MBC) - 침몰된 배의 선원(루크 드 울프슨)
- 미션임파서블3(MBC) - 드클랜 (조나단 리스 메이어스)
- 마더 테레사(MBC)
- 파워레인저 엔진포스(챔프) - 안테나 반기
- 이소룡 전기(SBS) - 흑씨리 외
- 케이브(SBS) - 알렉스 (대니얼 대 김)
- 오션스 트웰브(SBS) - 터크 말로이 (스콧 칸)
- 터미네이터2(MBC)
- 페이스 오프(MBC) - 캐스터의 동료(커크 발츠)
- 대진제국(MBC)
- 종착역(MBC) - 하오티엔
- 애프터 썬셋(MBC) -루이(트로이 개리티)
- 청사(MBC)
- 카운트다운 히로시마(MBC) - 프레드릭 애시워스
- 포 페더스(MBC)
- 본 아이덴티티(MBC) - 수사관 2(조시 해밀턴)
- 본 슈프리머시(MBC) - CIA 정보원(에단 샌들러)
- 본 얼티메이텀(MBC) - 지미 (댄 프레든버그) 외
- 콜드 마운틴(MBC)
- 이탈리안 잡(MBC) - 금고 차량 운전자(메릿 욘카)
- 언더월드(MBC)
- 월드 오브 투모로우(MBC)
- 상하이 나이츠(MBC)
- 80일간의 세계일주(MBC) - 경찰(윌 포테이)
- 웰컴 투 정글(MBC)
- 사무라이 픽션(MBC) - 상어, 독수리
- 이연걸의 탈출(MBC)
- D-13(MBC)
- 암흑가의 두 사람(MBC) - 프레데릭 (베르나르 지라드) 외
- 보통 사람들(MBC)
- 더 록(MBC) - 래리(샘 휘플)
- 스내치(MBC) - 멀렛 (이완 브렘너)
- 연인(MBC) - 관병
- 탄생(MBC) - 경찰(에드 보그다노비치)
- 레이디 킬러(MBC) - 광고 제작자(그레그 그런버그)
- 지옥의 베를린 타워(MBC) - 쟈키 (닐스-브루노 슈미트)
- 더 퀸(MBC)
- 마스터 앤드 커맨더: 위대한 정복자(MBC) - 홀롬(리 잉글리비)
- 노브레인 레이스(MBC)
- 알렉산더(MBC) - 필로타스(조지프 모건)
- 스토커(MBC) - 축구 코치(지미 슈버트) / 경찰(앤디 롤페스)
- 아이 스파이(MBC)
- 천녀유혼(MBC) - 사자
- 코어(MBC) - 군함 선원(라이언 폴랜드)
- 버드가의 섬(MBC)
- 일본침몰(MBC)
- 코로나도(MBC)
- 에어 포스 원(MBC) - 렌스키(레반 우차네이시빌리)
- 나비효과(MBC) - 신입(샘 이스턴)
- 투모로우(MBC)
- 무인 곽원갑(MBC) - 오브라이언(네이선 존스)
- 미션(MBC) - 병사(알랭 베세라 칼데론)
- 히 러브스 미(MBC)
- 히달고(MBC) - 대위(토드 킴지)
- 식스데이 세븐나잇(MBC)
- 붉은 수수밭(MBC) - 일꾼(주계운)
- 젠틀맨 리그(MBC) - 선원(리즈 미딘)
- 제르미날(MBC)
- 프로텍션(MBC)
- S.W.A.T. 특수기동대(MBC) - 크리스의 파트너(케네스 프랭클린)
- 아이엠 샘(MBC)
- 실버호크(MBC)
- 브루스 올마이티(MBC) - 방송국 직원(에디 제미선) / 학생(닉 허프)
- 어바웃 어 보이(MBC) - 상담원2, 소년1
- 스타트렉9 : 최후의 반격(MBC)
- 픽쳐 클레어(MBC)
- 엘프(MBC) - 직원(데이비드 베런바움)
- 사선에서(MBC)
- 윈스턴 처칠의 젊은 시절(MBC)
- 옹박(MBC) - 악당
- 콘헤드 대소동(MBC) - 본즈
- 빠삐용(MBC)
- 알리(MBC)
- 식스팩(MBC)
- 일렉션(MBC) - 더그
- 프랭키와 쟈니(MBC)
- 제니퍼 연쇄 살인사건(MBC) - 비슬리 (니콜라스 러브)
- 써머스비(MBC) - 프라이
- 패스트 & 퓨리스(MBC)
- 동방삼협2(MBC)
- 윌로우(MBC)
- 뉴욕의 가을(MBC)
- 순류역류(MBC)
- 베오울프(MBC)
- 옹박 - 두 번째 미션(MBC) - 방송 카메라맨(킴볼 포자스)
- 바비(MBC) - 호세(프레디 로드리게스)
- 천녀유혼2(MBC)
- 천녀유혼3(MBC)

### 게임
- 던전 앤 파이터 - 힐스, 닐바스 그라시아, 파멸의 배리아스
- 베인글로리 - 복스

### 방송
- 24(MBC)
- 스몰빌(MBC)
- CSI 과학수사대(MBC)
- CSI 뉴욕(MBC) - 경찰
- CSI 마이애미(MBC)
- MBC 스페셜(MBC)
- 밴드 오브 브라더스(MBC)
- KBS 연기대상(KBS) (2011~ 2012) (2014~ 2015)
- 제43회 청룡영화상 (KBS)

### 광고
- SK
- SK-II
- 세스코
- SKY
- 쌍용자동차
- 스파크 (쉐보레)
- 현대자동차
- 윈스톰
- 현대캐피탈
- 현대카드
- 하이패스
- 코란도C
- K5
- 매가패스
- 삼성전자
- 기아자동차
- 삼성증권
- LG전자
- 액티언 스포츠
- 아로나민 골드
- 동원데어리푸드
- 평행이론
- 현대모비스
- 그랜저
- 내이름은칸
- 교촌치킨
- 윤선생영어교실
- 대신증권
- SM3
- 아큐브
- 투싼
- 명인제약
- 토요타
- 삼성 SLATE PC 시리즈7
- 신한금융그룹
- KB국민은행
- LIG건영
- SK에너지
- 코레일
- 매일유업
- OB맥주 (카스맥주)
- SK텔레콤
- KT
- 마이크로소프트
- 삼양사
- 신한카드
- 모토로라
- 파리파게뜨
- 파낙소닉
- 오랄비
- 한국투자증권
- 튼튼영어
- 비비안
- 보건복지부
- 세얼간이
- 슈퍼에이트
- 서울우유
- 동양종합금융증권
- 아반떼
- 체어맨
- 더블에이
- 롯데칠성음료
- 질레트
- 대우증권
- 삼성
- 동양생명
- 라세티
- 산업은행
- 러시앤캐시
- 웅진
- 우리투자증권
- 모비딕
- 포르테
- 웅진코웨이
- 채선당
- 스트랩실
- 제네시스
- i40
- 쏘울
- 레전드 (혼다)
- 두산건설
- 굿모닝프레지던트
- 옵티머스
- 마하젯
- EX (인피니티)
- 센스
- 리스테린
- 토스카
- 롯데카드
- 인피니아
- 스프리스
- 인피니티
- 휘센
- 굿모닝 에브리원
- 유한킴벌리
- 삼성카드
- 컨디션
- 쉐보레
- 롯데캐슬
- 국민카드
- 대한간학회
- 힐스테이트 (현대건설)
- 현대증권
- 룰루
- 케어스
- SK에너지
- 쏘나타

### 라디오 드라마
- 센티멘탈 리즌 - 서문태희

## 같이 보기
- 문화방송 성우극회